# 日耳曼擒拿术
日耳曼擒拿術（德語：Kampfringen，徒手互鬥与摔角扭打的意思），或稱德意志防身術、日耳曼防身術，是产生在中世纪至文艺复兴时期神圣罗马帝国（今日的德国）的一种徒手格斗武术、防身術，主要用於战士於戰場上，武器损坏或遗失，必须徒手戰鬥時的情況。

## 名称由来
日耳曼擒拿術本身是有系统的武術，其特色是擅於擒拿。其产生之地为今日德国地区，但是当时德国并未建國，所以冠之以日耳曼或德意志之称。Kampfringen由Kampf与Ringen两字组成，Kampf翻译成中文是格斗、相搏之意；Ringen本意是扭鬥或摔角，Kampfringen整体而言乃具有武术的意涵，故依中国武术界对武術性质定名的范例，而称為日耳曼擒拿術或德意志防身術。

## 历史
欧洲在中世纪时期，時常发生战争，尤其是位于中欧的日耳曼地区（德意志地区），諸侯领主乃至於騎士們往往因为細故动辄发生戰鬥，便有一些特殊的徒手御敌及使用兵器的武術应运而生，其出现与中國武術都有相类似的历史发展途径，在今日的定义上日耳曼擒拿術属一门完整的武術。
1659年，Johann Georg Passchen對此擒拿術有所介紹。18世纪时，此擒拿術几乎消失無踪，目前透過武術家的幫助，已经在西方复苏。
历史上有一项与日耳曼擒拿術密切相关的武術──匕首搏鬥術（dagger-fighting），事实上它属于日耳曼擒拿术的分支。
日耳曼擒拿術不同于古希腊徒搏術，它并非是一种由竞技比赛所产生的武术，它产生于战争的环境中，这是一种務實無華的武術。它也不同于1967年德国新研发的德國柔術，而是纯粹为欧洲人自發的實用格鬥技术，并非脱胎于东方武术。